# Tetrastigma planicaule
Tetrastigma planicaule är en vinväxtart som först beskrevs av Joseph Dalton Hooker, och fick sitt nu gällande namn av François Gagnepain. Tetrastigma planicaule ingår i släktet Tetrastigma och familjen vinväxter. Inga underarter finns listade i Catalogue of Life.